# Distrito Sureste
El Distrito Sureste es uno de los diez distritos en que está dividida administrativamente la ciudad de Córdoba (España). Como su nombre indica, comprende la zona sureste de la ciudad. Está delimitado al este por el cauce del río Guadalquivir, en el tramo comprendido entre el puente de la autovía A-4 y Ronda de los Mártires, Campo Madre de Dios y Campo de San Antón; al sur por Av. de Libia y Carretera de Madrid hasta ronda de levante; al oeste por ronda de Levante, en el tramo comprendido entre glorieta Hipermercado y autovía A-4; al norte de autovía A-4, por el tramo comprendido entre Polígono Granadal y puente río Guadalquivir.

## Barrios
- El Arenal
- Arcángel
- Santuario
- Fuensanta
- Cañero
- Fidiana